# Lijst van voetbalinterlands Noord-Korea - Oezbekistan
Deze lijst van voetbalinterlands is een overzicht van alle officiële voetbalwedstrijden tussen de nationale teams van Noord-Korea en Oezbekistan. De landen hebben tot op heden twaalf keer tegen elkaar gespeeld. De eerste ontmoeting was een groepswedstrijd tijdens de Aziatische Spelen 1998 in Bangkok (Thailand) op 7 december 1998. Het laatste duel, een kwalificatiewedstrijd voor het Wereldkampioenschap voetbal 2026, vond plaats op 19 november 2024 in Vientiane (Laos).

## Wedstrijden
| №  | Plaats    | Datum            | Competitie             | Wedstrijd                 | Uitslag |
| -- | --------- | ---------------- | ---------------------- | ------------------------- | ------- |
| 1  | Bangkok   | 7 december 1998  | Aziatische Spelen 1998 | Noord-Korea − Oezbekistan | 0 − 4   |
| 2  | Bangkok   | 24 december 2007 | Vriendschappelijk      | Noord-Korea − Oezbekistan | 2 − 2   |
| 3  | Tasjkent  | 29 augustus 2008 | Vriendschappelijk      | Oezbekistan − Noord-Korea | 0 − 0   |
| 4  | Pyongyang | 11 oktober 2011  | WK 2014 kwalificatie   | Noord-Korea − Oezbekistan | 0 − 1   |
| 5  | Tasjkent  | 11 november 2011 | WK 2014 kwalificatie   | Oezbekistan − Noord-Korea | 1 − 0   |
| 6  | Sydney    | 10 januari 2015  | Azië Cup 2015          | Oezbekistan − Noord-Korea | 1 − 0   |
| 7  | Pyongyang | 16 juni 2015     | WK 2018 kwalificatie   | Noord-Korea − Oezbekistan | 4 − 2   |
| 8  | Tasjkent  | 12 november 2015 | WK 2018 kwalificatie   | Oezbekistan − Noord-Korea | 3 − 1   |
| 9  | Tasjkent  | 13 oktober 2018  | Vriendschappelijk      | Oezbekistan − Noord-Korea | 2 − 0   |
| 10 | Tasjkent  | 7 juni 2019      | Vriendschappelijk      | Oezbekistan − Noord-Korea | 4 − 0   |
| 11 | Tasjkent  | 5 september 2024 | WK 2026 kwalificatie   | Oezbekistan − Noord-Korea | 1 − 0   |
| 12 | Vientiane | 19 november 2024 | WK 2026 kwalificatie   | Noord-Korea − Oezbekistan | 0 − 1   |

## Samenvatting
| Competitie        | Totaal gespeeld | Winst Noord-Korea | Gelijk | Winst Oezbekistan | Doelsaldo Noord-Korea – Oezbekistan |
| ----------------- | --------------- | ----------------- | ------ | ----------------- | ----------------------------------- |
| WK-kwalificatie   | 6               | 1                 | 0      | 5                 | 5 − 9                               |
| Azië Cup          | 1               | 0                 | 0      | 1                 | 0 − 1                               |
| Aziatische Spelen | 1               | 0                 | 0      | 1                 | 0 − 4                               |
| Vriendschappelijk | 4               | 0                 | 2      | 2                 | 2 – 8                               |
| Totaal            | 12              | 1                 | 2      | 9                 | 7 – 22                              |

DPR Korean Football Association · A-internationals · Selecties · Bondscoaches · Noord-Koreaans vrouwenelftal · Noord-Korea U21 · Noord-Korea U20 · Noord-Korea U19 · Noord-Korea U18 · Noord-Korea U17
1959 – 1969 · 
1970 – 1979 · 
1980 – 1989 · 
1990 – 1999 · 
2000 – 2009 · 
2010 – 2019
AC 1980 ·
AC 1992 ·
AC 2011 ·
AC 2015
WK 1966 ·
WK 2010
OS 1964 ·
OS 1976
1959 ·
1960 ·
1961–1964 · 
1965 ·
1966 ·
1967–1972 · 
1973 ·
1974 ·
1975 ·
1976 ·
1977 · 
1978 ·
1979 ·
1980 ·
1981 ·
1982 ·
1983–1984 · 
1985 ·
1986 ·
1987 · 
1988 ·
1989 ·
1990 ·
1991 ·
1992 ·
1993 ·
1994–1997 · 
1998 ·
1999 ·
2000 ·
2001 ·
2002 ·
2003 ·
2004 ·
2005 ·
2006 · 
2007 ·
2008 ·
2009 ·
2010 ·
2011 ·
2012 ·
2013 ·
2014 ·
2015 ·
2016 ·
2017
Afghanistan ·
Australië · 
Bahrein · 
Bangladesh · 
Bolivia · 
Brazilië · 
Bulgarije ·
Burkina Faso ·
Cambodja · 
Canada · 
Chili · 
China · 
Congo-Brazzaville · 
Egypte · 
Filipijnen · 
Finland · 
Griekenland · 
Guam · 
Guinee ·
Hongkong · 
India · 
Indonesië · 
Irak · 
Iran · 
Italië · 
Ivoorkust · 
Japan · 
Jemen · 
Jordanië · 
Kazachstan · 
Kirgizië · 
Koeweit · 
Letland · 
Libanon · 
Macau · 
Maleisië · 
Mali · 
Mexico · 
Mongolië · 
Myanmar · 
Nepal · 
Nigeria · 
Noorwegen · 
Oezbekistan · 
Oman · 
Pakistan ·
Palestina · 
Paraguay ·
Polen · 
Portugal · 
Qatar · 
Saoedi-Arabië · 
Singapore · 
Sovjet-Unie · 
Sri Lanka · 
Syrië · 
Tadzjikistan · 
Taiwan · 
Thailand · 
Turkmenistan · 
Venezuela · 
Verenigde Arabische Emiraten · 
Verenigde Staten · 
Vietnam · 
Zambia · 
Zuid-Afrika · 
Zuid-Korea · 
Zweden
Ivoorkust (2010) ·
UFF · A-internationals · Bondscoaches · Statistieken · Oezbeeks vrouwenelftal · Olympisch elftal · Oezbekistan U21 · Oezbekistan U20 · Oezbekistan U19 · Oezbekistan U18 · Oezbekistan U17
1990 – 1999 ·
2000 – 2009 ·
2010 – 2019 ·
2020 – 2029 ·
1994 · 
1995 · 
1996 · 
1997 · 
1998 · 
1999 · 
2000 · 
2001 · 
2002 · 
2003 · 
2004 · 
2005 · 
2006 · 
2007 · 
2008 · 
2009 · 
2010 · 
2011 · 
2012 · 
2013 · 
2014 ·
2015 ·
2016 ·
2017 ·
2018 ·
2019 ·
2020 ·
2021 ·
2022 ·
2023
Albanië ·
Armenië ·
Australië ·
Azerbeidzjan ·
Bahrein ·
Bangladesh ·
Bolivia ·
Bosnië en Herzegovina ·
Burkina Faso ·
Cambodja ·
Canada ·
China ·
Costa Rica ·
Estland ·
Filipijnen ·
Georgië ·
Hongkong ·
India ·
Indonesië ·
Irak ·
Iran ·
Israël ·
Japan ·
Jemen ·
Jordanië ·
Kameroen ·
Kazachstan ·
Kirgizië ·
Koeweit ·
Letland ·
Libanon ·
Malediven ·
Maleisië ·
Marokko ·
Mexico ·
Mongolië ·
Montenegro ·
Nieuw-Zeeland ·
Nigeria ·
Noord-Korea ·
Oeganda ·
Oekraïne ·
Oman ·
Palestina ·
Qatar ·
Rusland ·
Saoedi-Arabië ·
Senegal ·
Singapore ·
Slowakije ·
Sri Lanka ·
Syrië ·
Tadzjikistan ·
Taiwan ·
Thailand ·
Turkije ·
Turkmenistan ·
Uruguay ·
Venezuela ·
Verenigde Arabische Emiraten ·
Verenigde Staten ·
Vietnam ·
Wit-Rusland ·
Zuid-Korea ·
Zuid-Soedan ·
Zweden